# شمال غربی افریقا ۷۰۳۴
شمال غربی آفریقا ۷۰۳۴ (به انگلیسی: Northwest Africa 7034)، یک شهاب سنگ مریخی است که بنا به باور کنونی دومین کهن‌سال‌ترین شهاب سنگ مریخی کشف شده‌است. تخمین زده می‌شود که وابسته به دو میلیارد سال پیش باشد و دارای آب بیشتری از هر شهاب‌سنگ مریخی دیگر بر روی زمین پیداشده‌است. اگرچه این سنگ از مریخ است،
در هیچ‌یک از سه دسته‌بندی شهاب سنگی (اس‌اِن‌سی SNC)؛ («شرگات‌تایت‌ها Shergottites»، «ناخلیت‌ها Nakhlites»، و «چیسیگنیت‌ها Chassignites»)، نمی‌گنجد و خود یک گروه جدید شهاب‌سنگ مریخی را به نام «برسیکا بازالت مریخی» را تشکیل می‌دهد.این سنگ که «زیبای سیاه» نامگذاری شده، در مراکش خریداری شد و یک برش از آن توسط مالک آمریکایی آن به دانشگاه نیومکزیکو اهدا گردید.